# Гельвиг, Роман Иванович
Рома́н Ива́нович Ге́львиг (12 сентября 1873, Липецк, Тамбовская губерния — 19 сентября 1920, Симферополь) — русский учёный (анатом), профессор, первый ректор Таврического университета.

## Биография
Роман Иванович Гельвиг родился 12 сентября 1873 в городе Липецк, Тамбовская губерния (Россия). После окончания гимназии в 1892 году он поступил на естественное отделение физико-математического факультета Императорского Санкт-Петербургского университета, которое окончил в 1897 году. После этого, решив посвятить себя медицине, Гельвиг поступает на медицинский факультет Киевского Императорского университета святого Владимира.
После выпуска из университета (с отличием) в 1902 году Гельвиг остаётся при университете помощником прозектора по кафедре нормальной анатомии, одновременно преподаёт анатомию ещё в нескольких учебных учреждениях. Спустя 5 лет, в 1907 году, он переходит на работу в открывшийся Киевский женский медицинский институт. В течение этого периода своей жизни Гельвиг также занимается активной общественной деятельностью, публикует ряд статей по методике преподавания, а также посещает анатомические школы Германии и Австрии.
По предложению своего бывшего петербургского педагога П. Ф. Лесгафта, Гельвиг занимается изучением тазобедренного сустава; по результатам его исследований была опубликована отдельная книга «О форме тазобедренного сустава человека» (1912 год; в 1918 году книга вышла и на немецком языке). В марте 1913 года защищает докторскую диссертацию (в университете святого Владимира) по этой же теме, после чего занимается исследованиями по анатомии черепа, а также сосудов и нервов головы.
Весной 1918 года Гельвиг приехал в Крым, где принял деятельное участие в создании Таврического университета. Был избран профессором кафедры нормальной анатомии, деканом медицинского факультета, а затем и ректором Таврического университета. Гельвиг участвовал в разработке программного документа «Положение о Таврическом университете», активно привлекал к работе в новосозданном университете выдающихся учёных (таких как Д. В. Айналов, Н. И. Андрусов, С. Н. Булгаков, В. И. Вернадский, Б. Д. Греков, Н. К. Гудзий, А. П. Кадлубовский, Н. И. Кузнецов, С. И. Метальников, Г. Ф. Морозов, В. А. Обручев и др.). Значительны также заслуги Гельвига в создании научной библиотеки Таврического университета.
2 октября 1920 года Гельвиг скоропостижно скончался от сыпного тифа.

## Научное наследие
Научное наследие Р. И. Гельвига не слишком велико, однако сохраняет определённую актуальность и по сей день. К числу основных научных и учебных трудов Гельвига следует отнести следующие:
1. Введение в курс биологической анатомии человека. — К., 1904. — 74 с.
2. Введение в курс анатомии человека и краткие основы общей анатомии. — 4-е изд., испр. и доп. — К., 1910. — 89 с.
3. Профессор П. Ф. Лесгафт как анатом: Доклад в Киевском хирургическом обществе 5 апр. 1910 г. — К.: Корчак-Новицкий, 1911. — 22 с.
4. Двустороннее прикрепление длинной головки М. biciptis brachii к плечевой кости и особенности сустава в этом случае. — К., 1911. — 14 с.
5. О форме тазобедренного сустава человека: Из анатомического кабинета Женского мед. ин-та в Киеве. — К., 1912. — 152 с.
6. Анатомия сосудов головы человека, артерии, вены, лимфатические сосуды. — К., 1913. — 134 с.
7. О способе покрытия хрящом суставной поверхности: Доклад в Киевском хирургическом обществе 25 февраля 1913 г. — К., 1914. — 10 с.
8. Анатомическая мысль в её историческом развитии: Вступительная лекция. — К.: Ун-т, 1915. — 73 с.
9. Из истории анатомии человека. Головные нервы, Nervi cerebrales. — К., 1915. — 172 с.
10. К вариантам M. risorii и некоторые данные к учению этой мышцы. — К., 1915. — 17 с.
11. Общая анатомия костно-мышечной системы человека. — К., 1917. — 122 с.
12. О форме суставной поверхности в плечевом суставе человека. — К.: Ун-т, 1918.- 105 с.

## Память
По решению Городской Думы Симферополя одна из площадей города возле университетских корпусов на улице Лазаретной, где размещался медицинский факультет, носила имя Романа Ивановича Гельвига (до 1930 года).